# 박서진 (성우)
박서진(본명 : 박상태, 1980년 1월 15일 ~ )은 한국의 남자 성우로 대원방송 성우극회 소속 2008년 대원방송 성우극회 공채 1기로 입사했다.

## 출연 작품

### 애니메이션
- 《우리들이 있었다》 - 아츠시, 담임
- 《헬보이 : 아이언펀치》
- 《헬보이 : 폭풍의 검》 - 사카이 교수
- 《판도라 하츠》 - 빈센트 나이트레이
- 《소울이터》 - 미후네, 아수라
- 《디지몬 세이버즈》 - 에렉몬, 장관, 블로서몬, 크래니어몬
- 《절대가련 칠드런》 - 타카시
- 《서몬마스터즈 블루드래곤》 - 미노타우르스
- 《유유백서》 - 카라스
- 《유희왕 5D's》 - 크로우, 부르노
- 《유희왕 ZEXAL》 - 포
- 《이누야샤 완결편》 - 바쿠야, 묘가
- 《Yes! 프리큐어5》 - 코코
  - 《Yes! 프리큐어5 Go Go》 - 코코
- 《도라에몽》 - 비길이(비실이 형)
- 《도라에몽 극장판 : 2112년 도라에몽의 탄생》 - 후지코.F.후지오
- 《흑집사》 - 그렐 서트클리프
  - 《흑집사 스페셜》 (애니박스) - 그렐
- 《강철의 연금술사 리메이크》 - 휴즈
- 《투 러브 트러블》 - 호네가와 선생님
- 《미나미가 세자매》 - 다케루
- 《짜장소녀 뿌까》 - 또베 (2기만)
- 《짱구는 못말려 극장판: 태풍을 부르는 노래하는 엉덩이 폭탄!》 (챔프)
- 《갓슈벨 Final》 - 글러브
- 《SD건담 삼국전》 - 조운 건담, 사마의, 노식
- 《지구를 지켜라! 상상파워》
- 《페어리 테일》 - 로키 /유카
- 《소년탐정 김전일 Original》 (애니박스) - 아케치 켄고
- 《우당탕탕 잉양요2》 (챔프) - 칼
- 《미라클체인지 퍼펙트반장》 (챔프) - 정현
- 《미치코와 핫친》 (애니박스) - 페드로
- 《신령사냥》 (애니박스) - 히라다
- 《어떤 과학의 초전자포》 (애니맥스) - 하츠야
- 《드래곤볼Z 카이》 (애니원) - 야무치
- 《동화 속 과학탐험》 (SBS)
- 《빠뿌야 놀자》 (KBS) - 엠씨
- 《하트캐치 프리큐어》 (챔프) - 안성민
- 《달의 요정 세일러문》 (챔프) - 스쿠피
- 《명탐정 코난》 (애니맥스) - 구주일
- 《헌터X헌터 리메이크》 (애니맥스) - 도치노 / 노부나가
- 《엉뚱발랄 재키캣》 (애니원) - 웬델
- 《오소마츠 6쌍둥이》 - 사범
- 《오즈의 마법사》 (애니박스) - 수정구슬 / 원숭이 대장 / 루디고
- 《드래곤볼 극장판 신룡의 전설》 (애니박스) - 야무차
- 《바쿠만》 (애니박스) - 유지로
- 《트랜스포머 레스큐봇》 (챔프) - 블레이즈

### 영화
- 《파워레인저 미라클포스 : 돌아온 파워레인저 미라클포스》 - 레온폰
- 《극장판 가면라이더 VS 파워레인저 슈퍼히어로 대전》 - 카이토 다이키/가면라이더 디엔드

### 특수촬영 드라마
- 《가면라이더 덴오》 (챔프) - 미우라 (우에노 료) / 고헤이
- 《가면라이더 키바》 - 쿠레나이 오토야 (타케다 코헤이) / 드라롯트
- 《가면라이더 디케이드》 - 카이토 다이키 (토타니 키미토) / 쿠레나이 오토야 / 비틀
- 《가면라이더 더블》 (챔프) - 진지한 / 유진아빠
- 《가면라이더 오즈》 (챔프) - 앙크 (미우라 료스케) / 강현우
- 《파워레인저 정글포스》 (챔프) - 야바이바
- 《파워레인저 엔진포스》 (챔프)
- 《파워레인저 미라클포스》 (챔프) - 나이트리더, 브로브의 막인
- 《울트라맨 가이아》 (챔프) - 코우야마, 사토
- 《초성함대 세이저X》 (챔프) - 케인
- 《파워레인저 캡틴포스》 (챔프TV) - 요크 발리드

### 게임
- 리그 오브 레전드 - 럼블, 트위치, 요릭
- 라임오딧세이 : 모험의 시작 NPC 남자
- 짱구는 못말려 (닌텐도)
- 도타2 - 저격수
- 엘소드 - 덴카, 도적
- 몬스터 길들이기 (모바일) - 염화의 로아노

### 방송
- 《나는 남자다》 (KBS)